# Hälleberga kyrka
Hälleberga kyrka är en kyrkobyggnad utanför Gullaskruv i Växjö stift. Den är församlingskyrka i Hälleberga församling.

## Kyrkobyggnaden

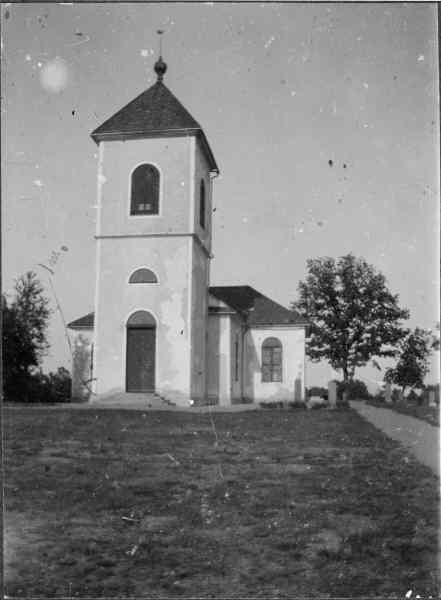
Hälleberga gamla kyrka, som brann ner den 18 oktober 1976.

Ursprungligen låg en äldre, sannolikt under 1300-talet uppförd träkyrka söder om nuvarande kyrkobyggnad. I slutet av 1700-talet ansågs att kyrkan blivit för trång och man började förbereda för en ny kyrka.
Beslut om nybyggnad togs 1797. Lokala ritningar som omarbetats vid Överintendentsämbetet av Per Wilhelm Palmroth låg till grund för byggnadsarbetet 1819 -1820. Kyrkan uppfördes i liggtimmer i form av en korskyrka med sakristia bakom koret i öster och torn med pryamidformad huv i väster. 1821 invigdes kyrkan av biskop Ludvig Mörner. Den 18 oktober 1976 förstördes kyrkobyggnad genom en brand. 
Ritningarna till den nuvarande kyrkan togs fram av arkitekt Jerk Alton och arbetet leddes av ingenjör Magnus Nilsson. Den gamla kyrkans arkitektur går delvis igen i Jerk Altons modernistiska skapelse exempelvis tornet och kyrkorummets rundbågefönster. Trettondedag Jul 1979 invigdes kyrkan av biskop Sven Lindegård. 

## Interiör
Det som främst drar uppmärksamheten till sig i kyrkorummet är korfönstret med tema:"Himmelrikets blomster" av konstnären Britta Reich-Eriksson. Inredningen i form av fristående altare, flyttbar altarring, predikstol och bänkinredning har ritats av kyrkans arkitekt Jerk Alton. Vid branden lyckades man rädda dopfunten från 1653 och ett golvur som har sin plats i koret. Altarkorset är tillverkat på Orrefors glasbruk som också har svarat för utförandet av ljuskronorna. 

## Orgel
- 1850 byggde Johannes Magnusson, Lemnhult, en orgel till kyrkan med 11 stämmor.
- 1916 byggde Olof Hammarberg, Göteborg, en orgel med 11 stämmor.
- 1953 byggde Frederiksborg Orgelbyggeri en orgel med sexton stämmor. Den förstördes i en brand 1976.
- Orgeln byggdes år 1982 av Grönlunds Orgelbyggeri, Gammelstaden. Orgeln är mekanisk.

| Huvudverk I     | Svällverk II      | Pedal          | Koppel |
| Rörflöjt 8´     | Gedackt 8´        | Subbas 16´     | I/P    |
| Principal 4´    | Rörflöjt 4´       | Gedackt 8´     | II/P   |
| Koppelflöjt 4´  | Nasat 1 1/3´      | Kvintadena 4'´ | II/I   |
| Waldflöjt 2´    | Dulcian 8'        |                |        |
| Mixtur 3-4 chor | Tremulant         |                |        |
|                 | Crescendosvällare |                |        |

## Omgivningar
Kyrkan omges av en kyrkogård anlagd i terrasser, komplett med minneslund med ett vackert glaskors. Bortanför grindarna ligger Hälleberga församlingshem, som förr var ett skolhus, och på en backe bortåt Gullaskruv ligger Hälleberga prästgård. Nära kyrkporten ligger Peter Lorenz Sellergrens grav, och intill den växer den mäktiga Sellergren-eken. I kyrkans kor hänger en oljemålning föreställande den märklige väckelsepredikanten.

## Bildgalleri

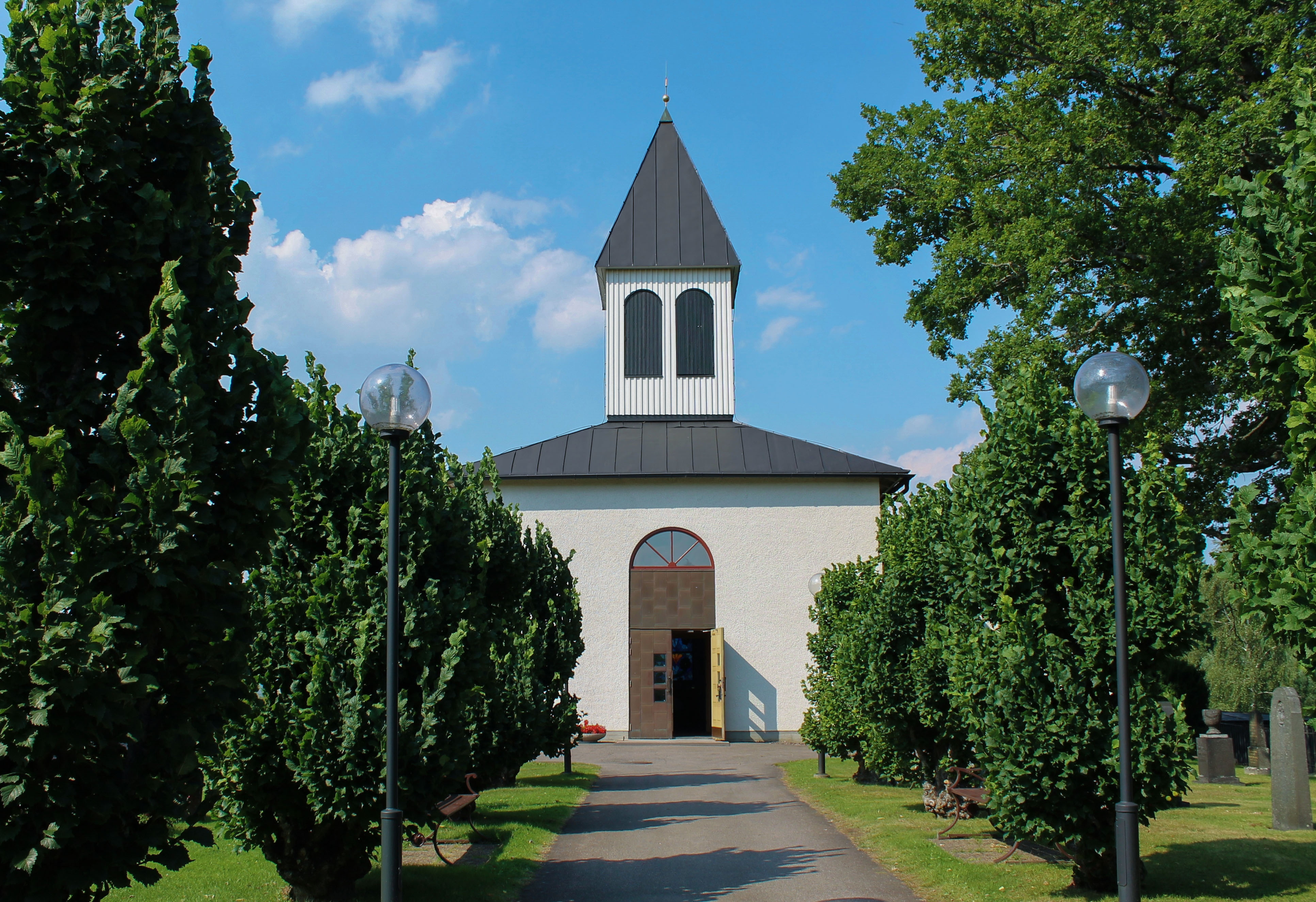
Kyrkan invigd 1979
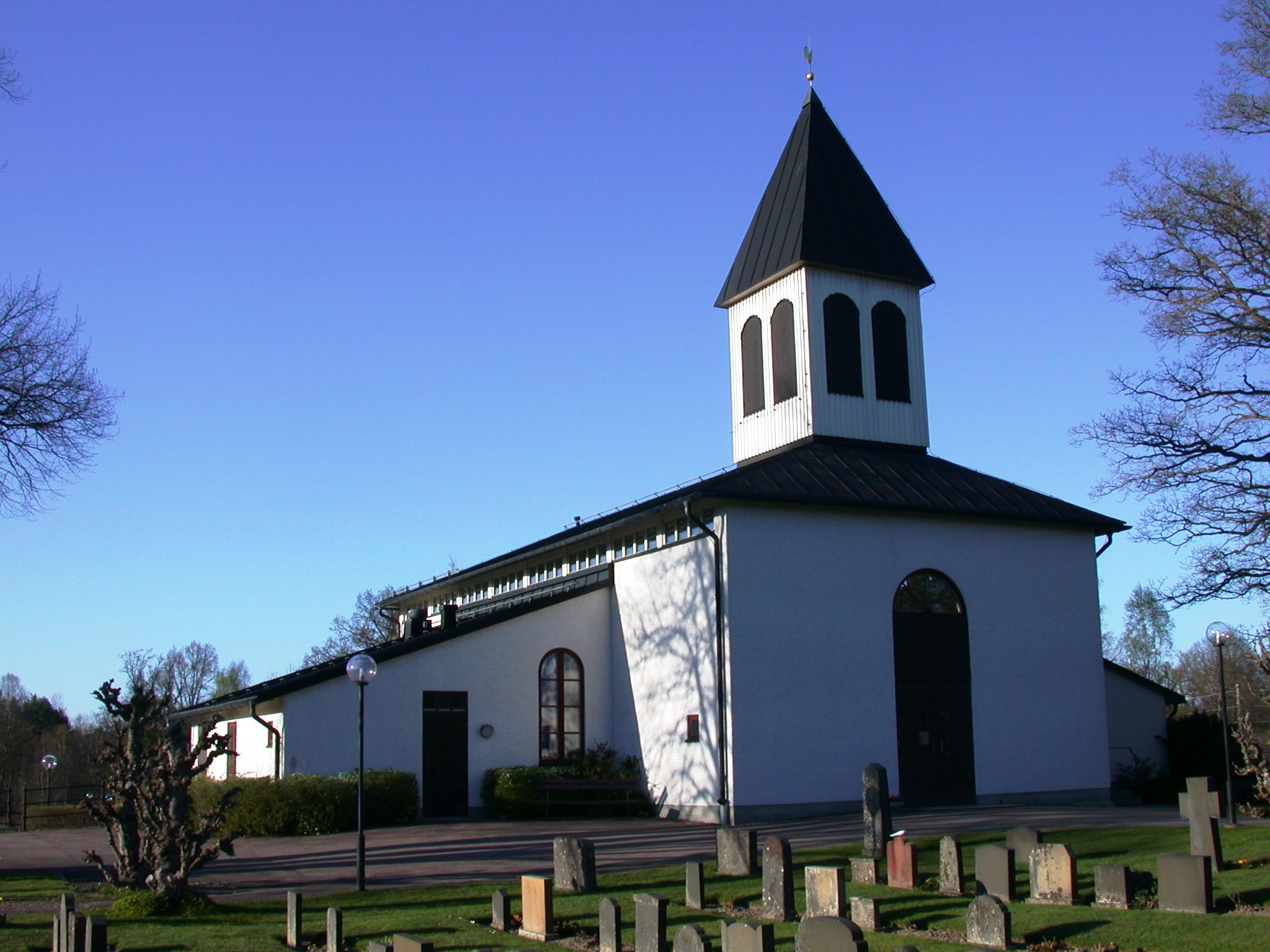
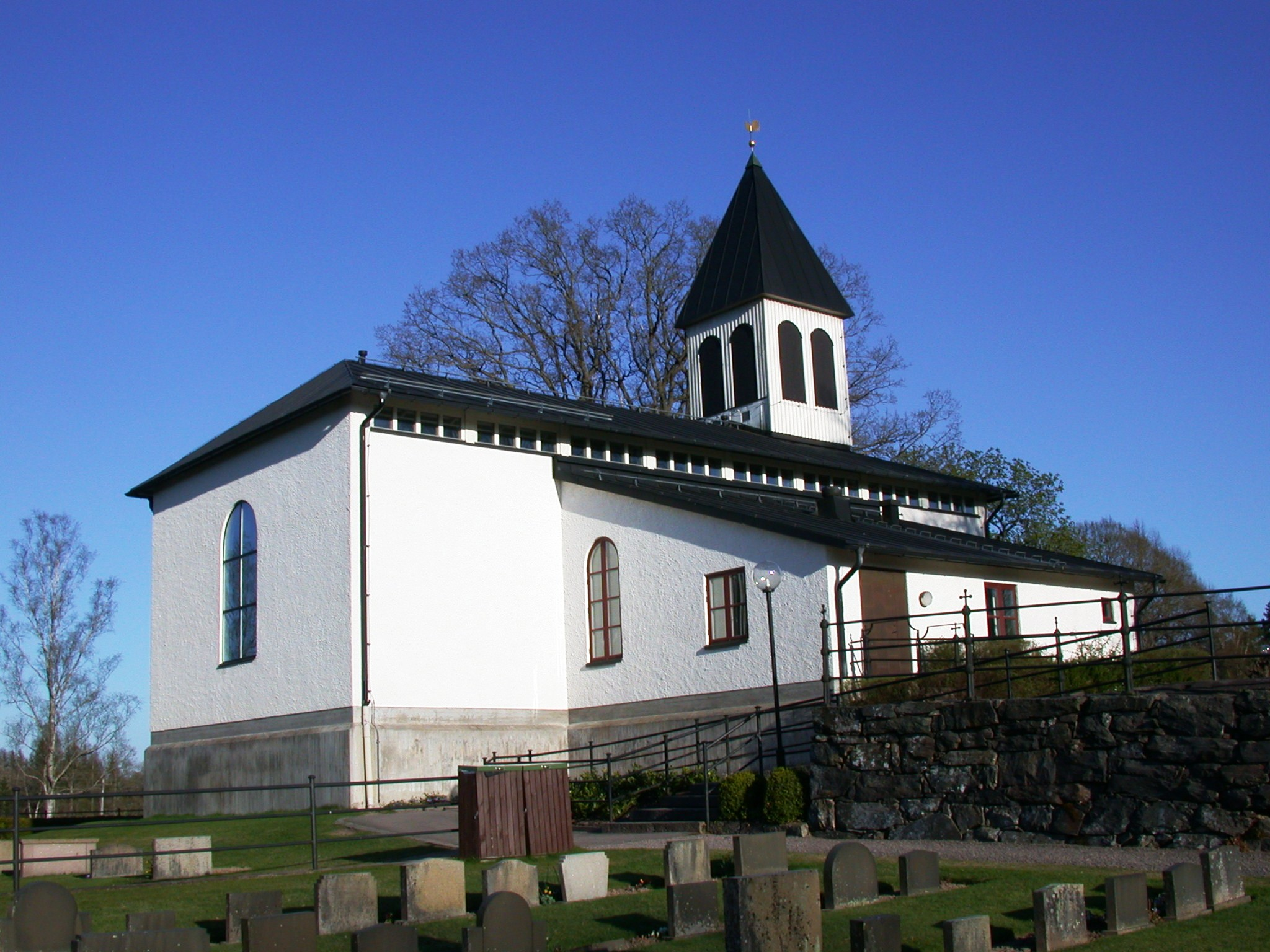
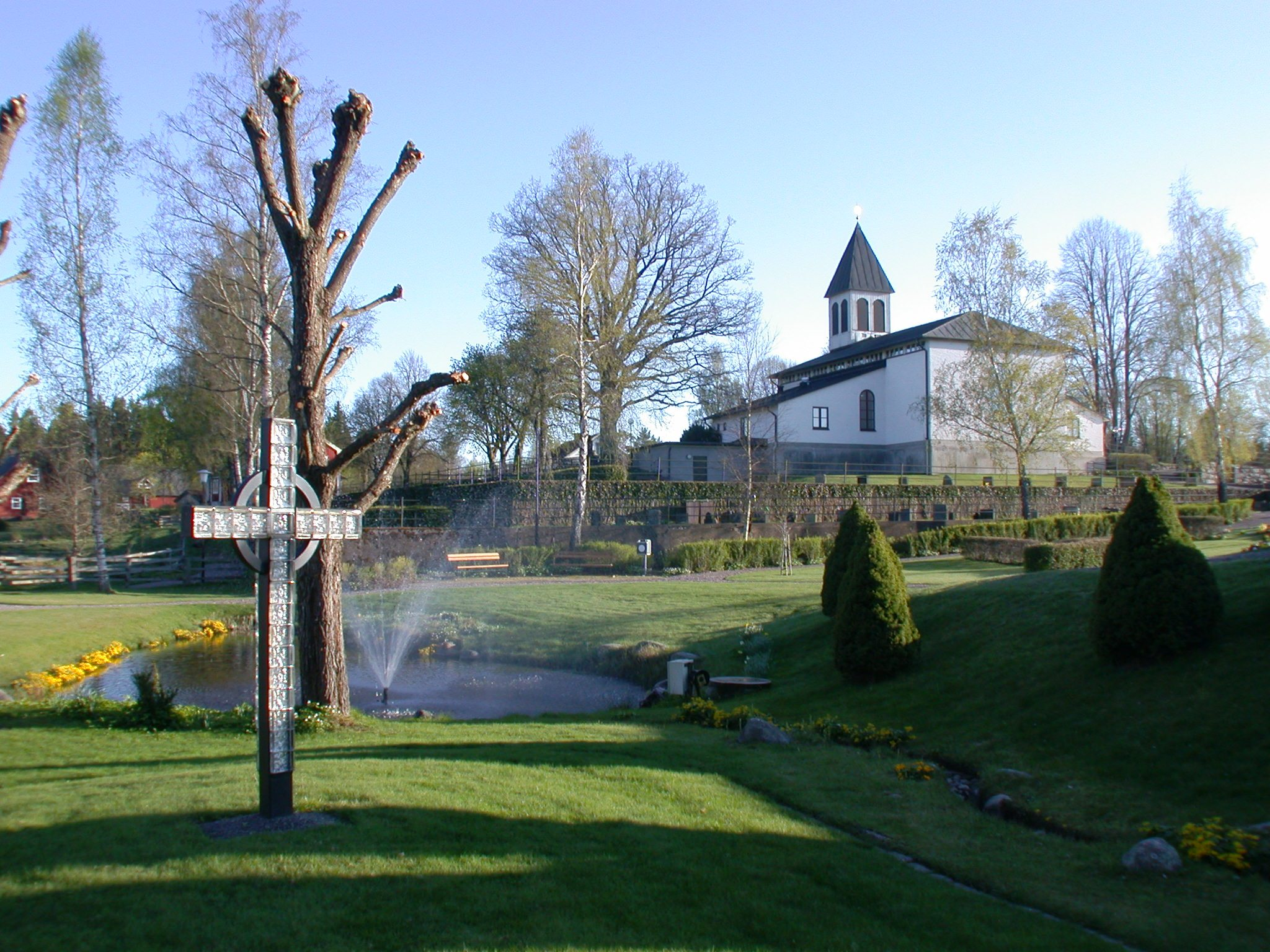
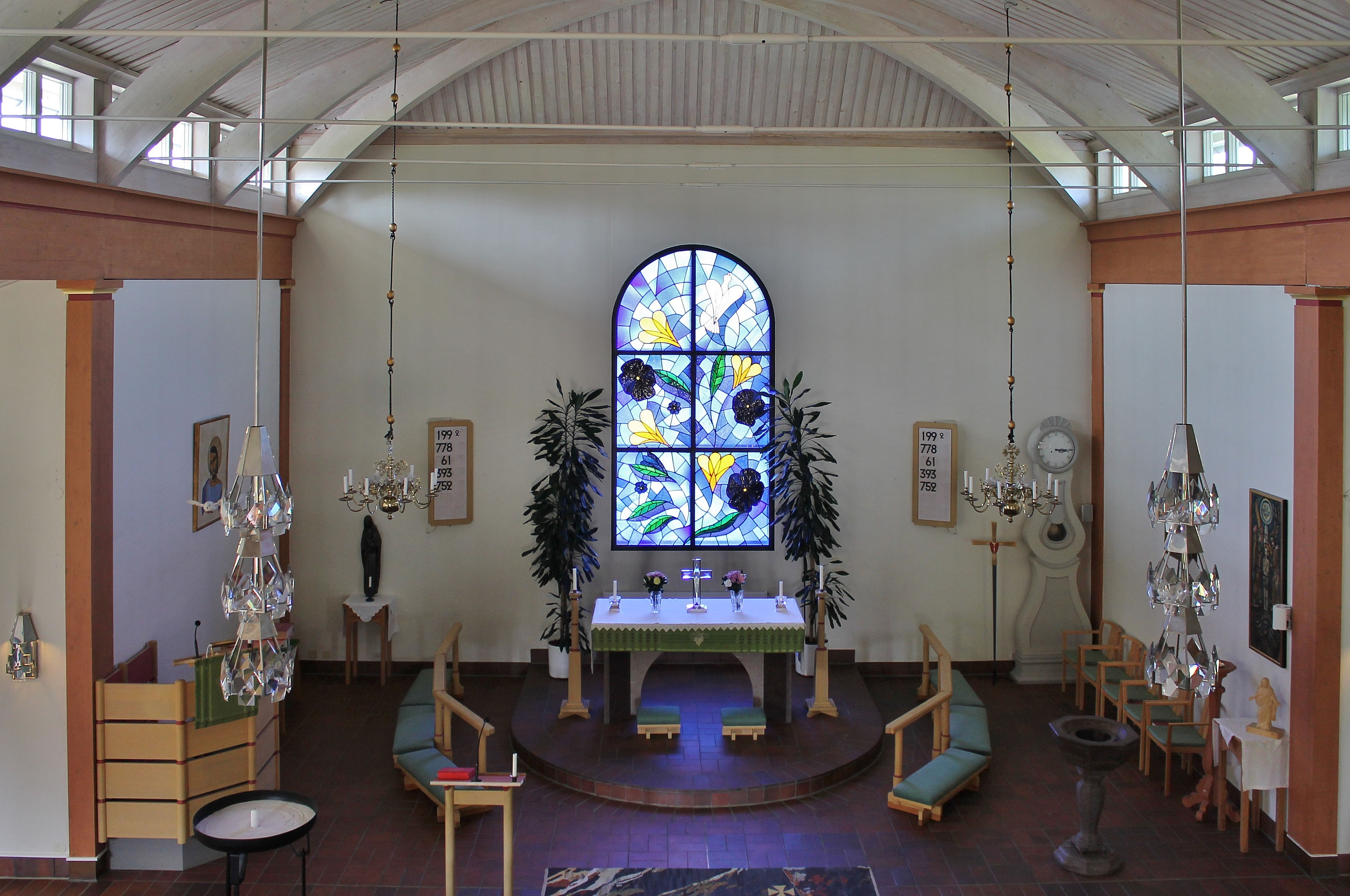
Koret
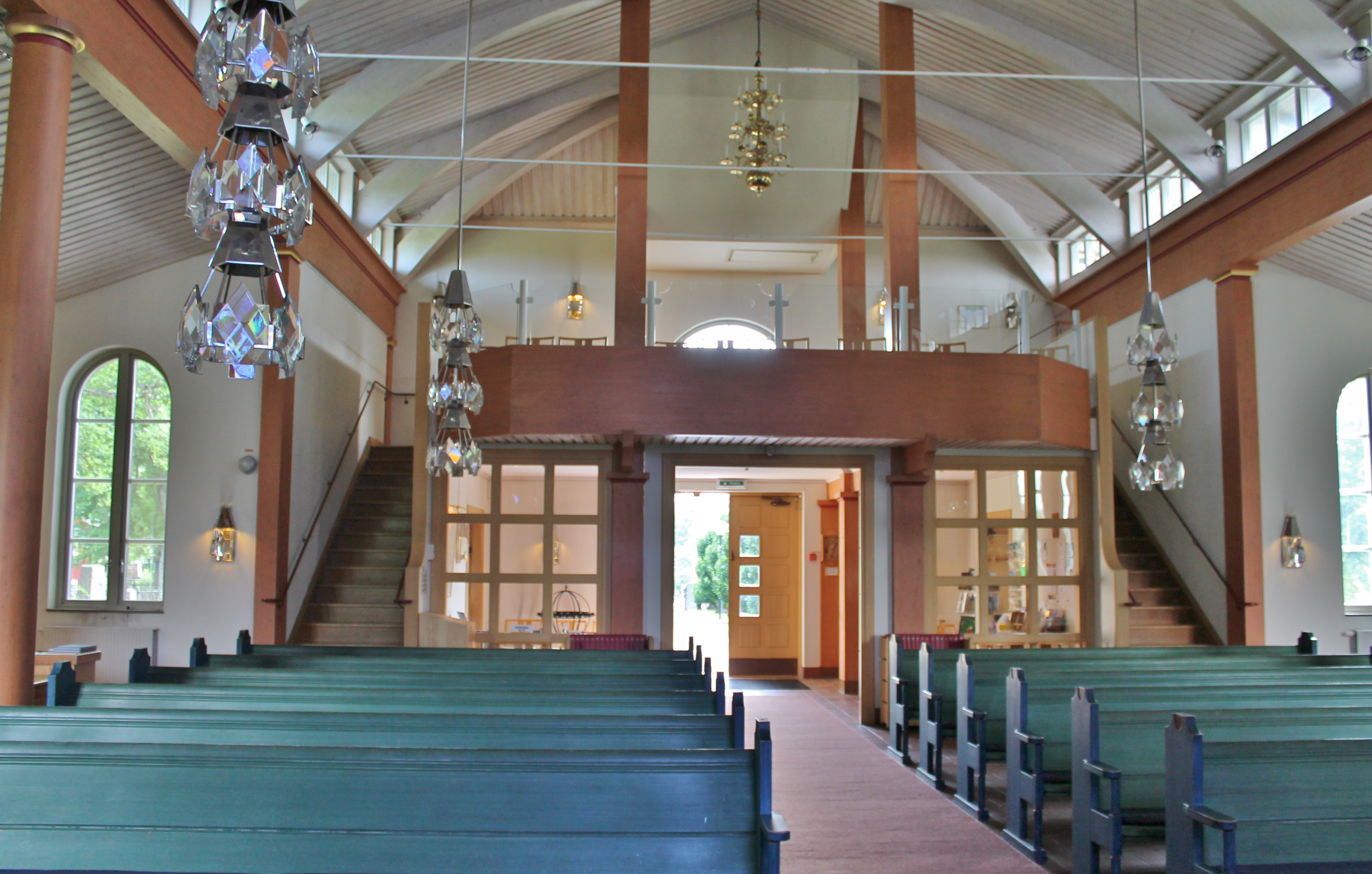
Kyrkorummet med läktare
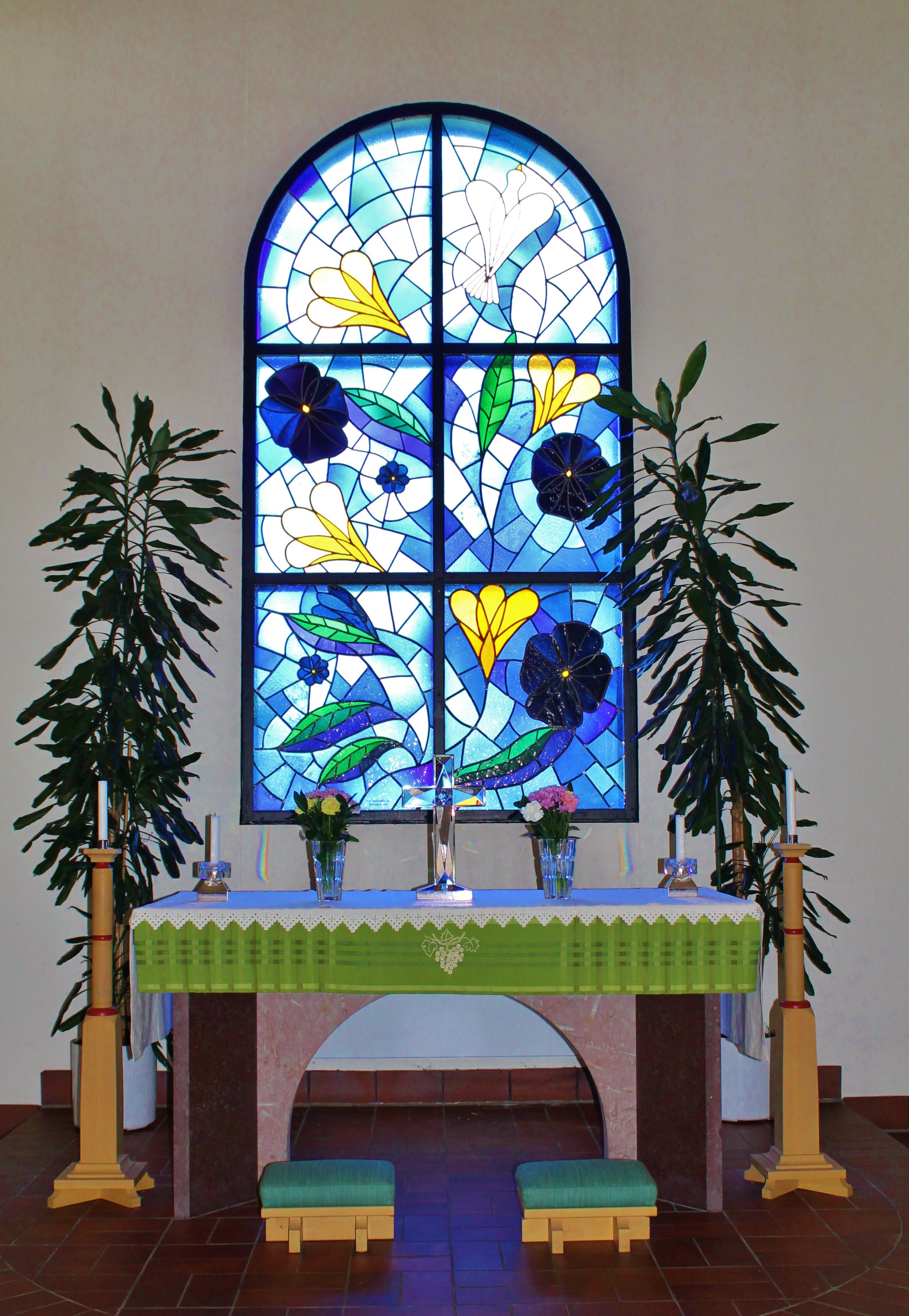
Altaret
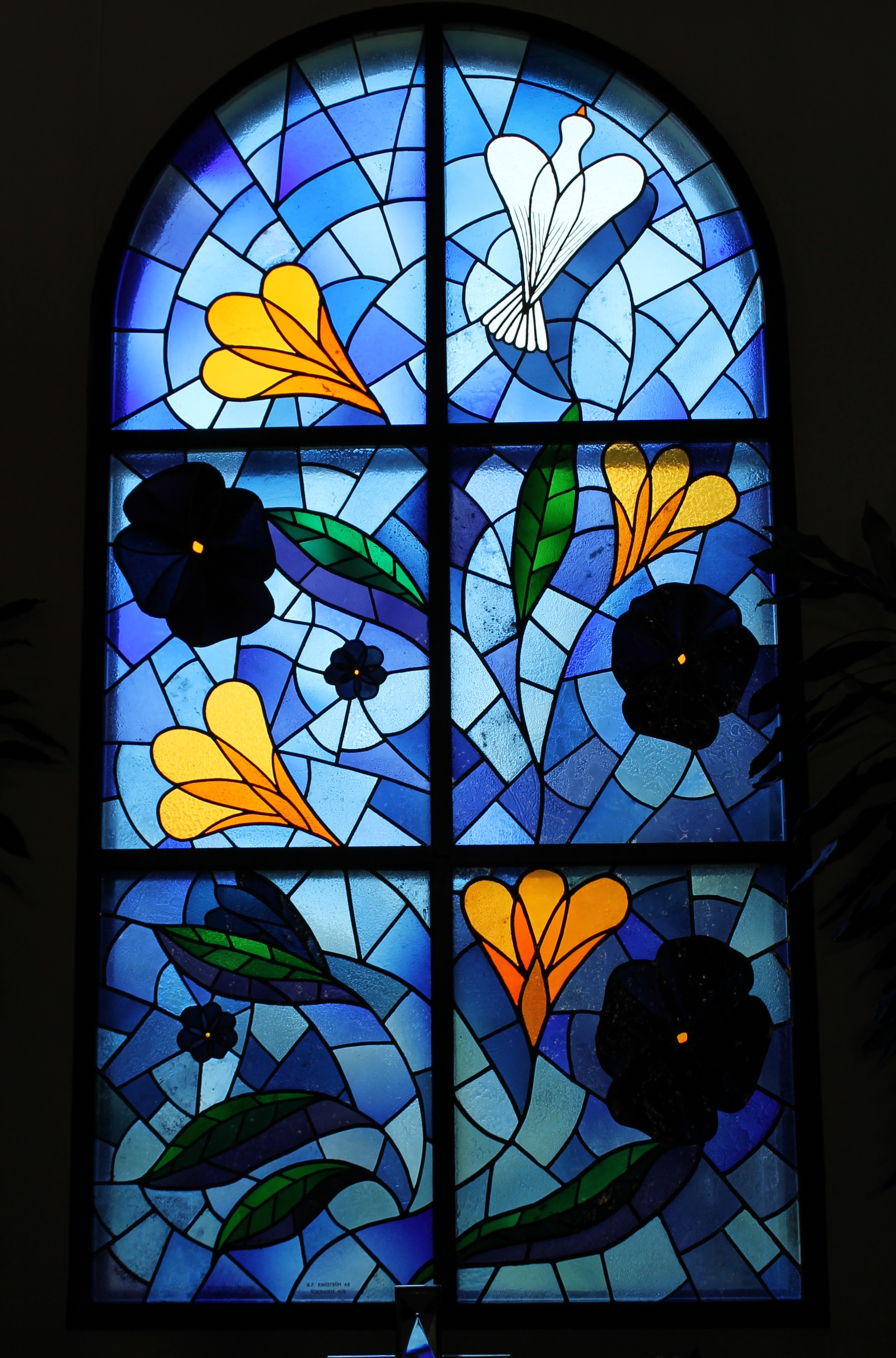
Himmelrikets blomster
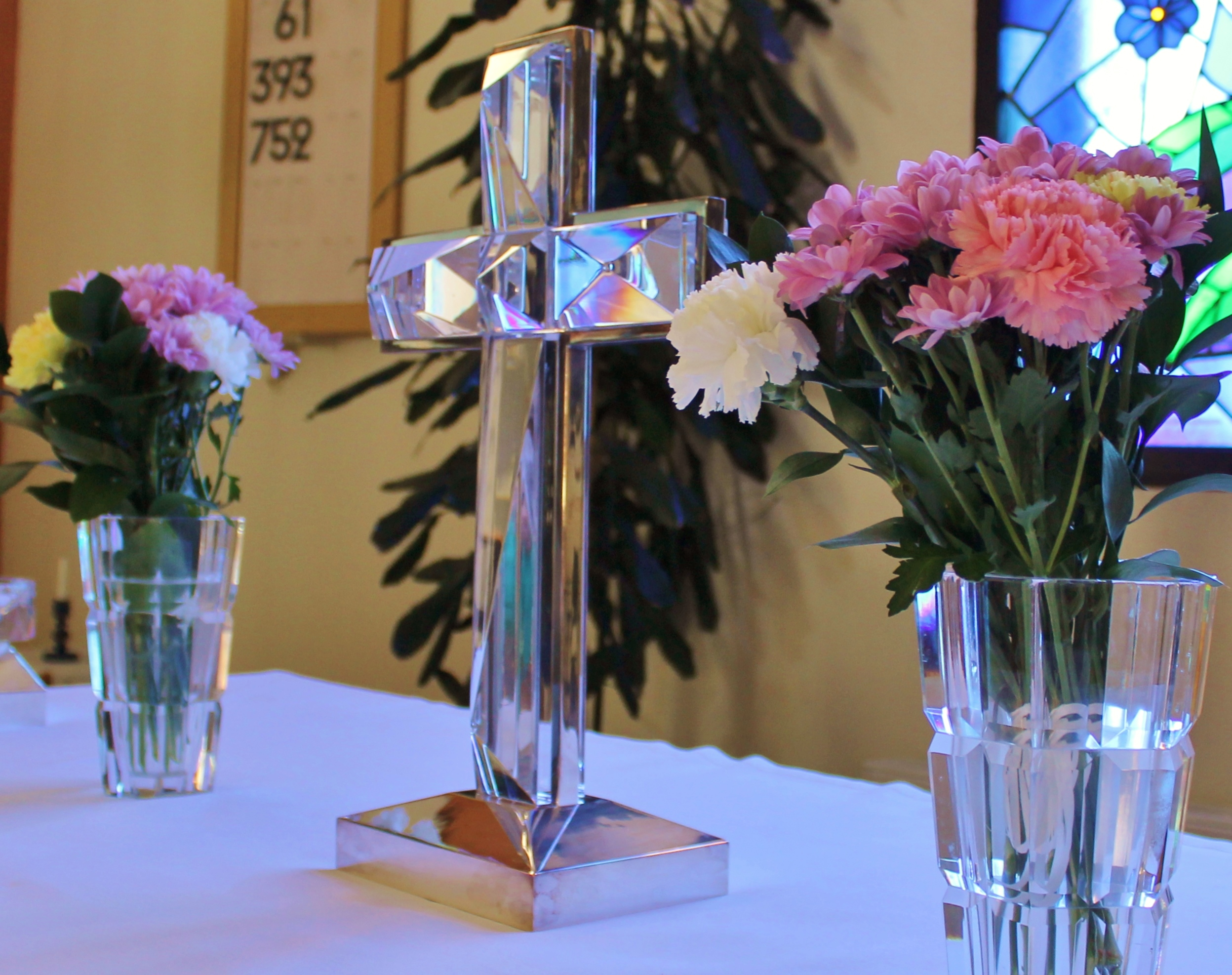
Altarkors
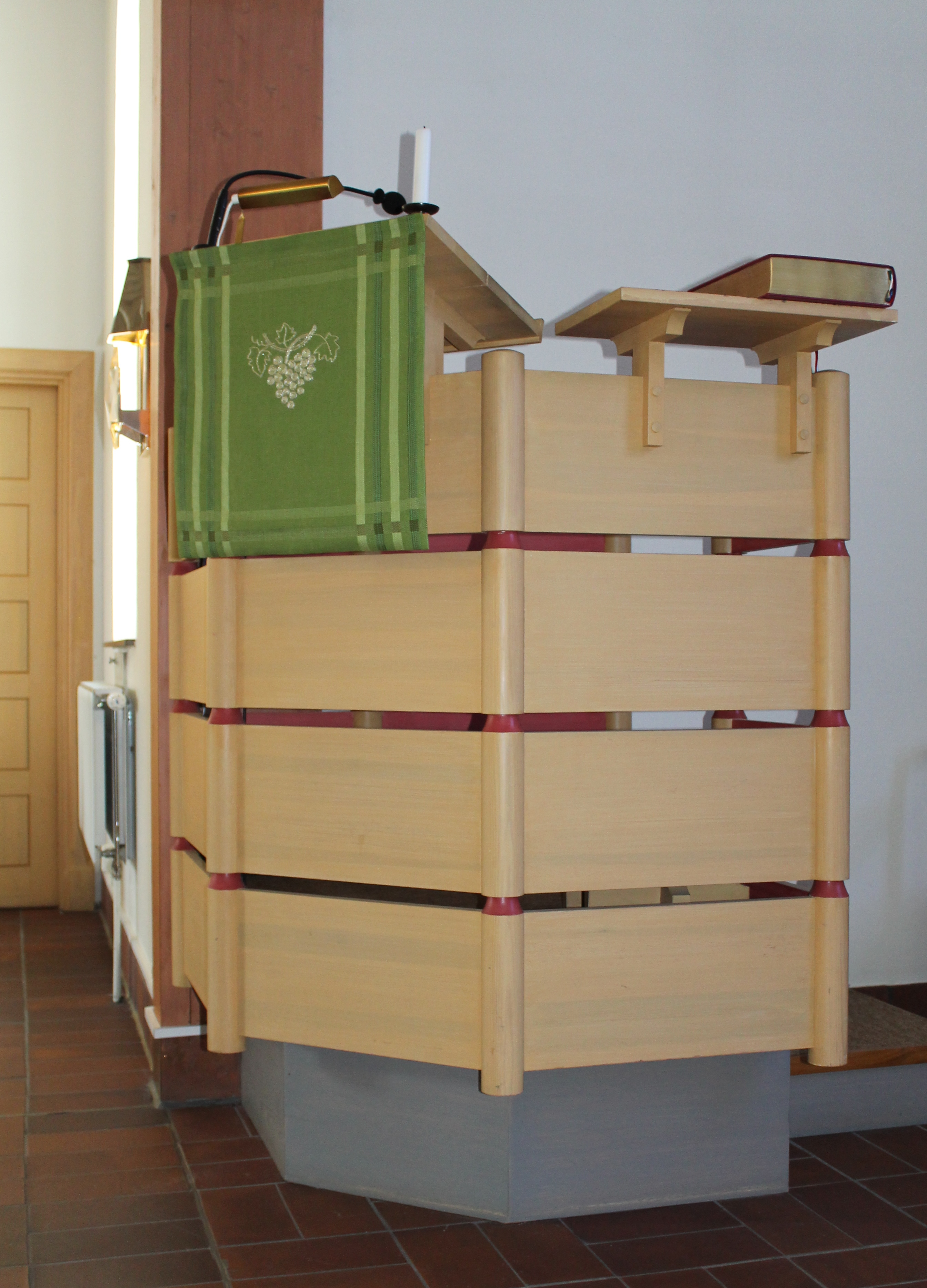
Predikstolen
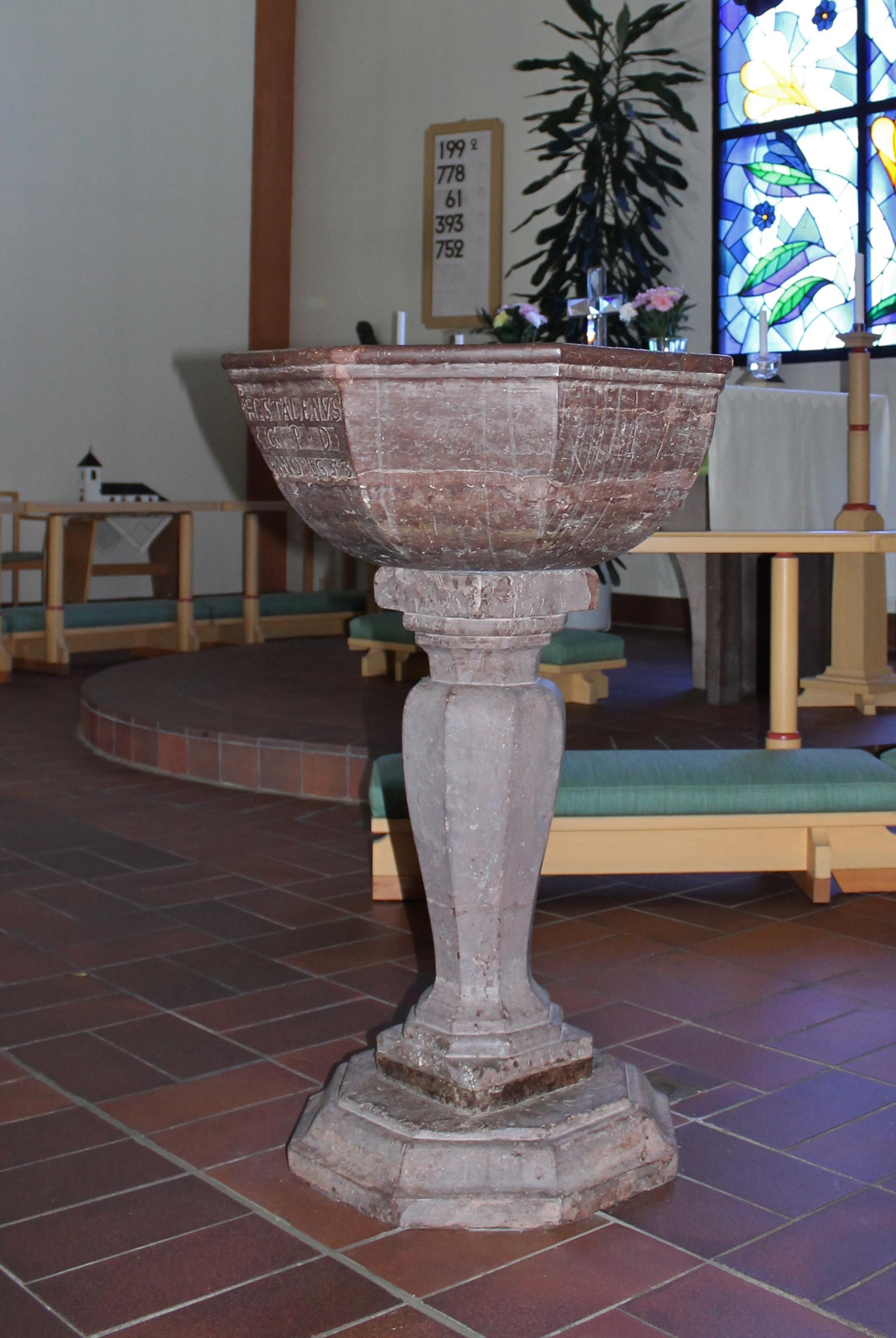
Dopfunten av röd kalksten från år 1653
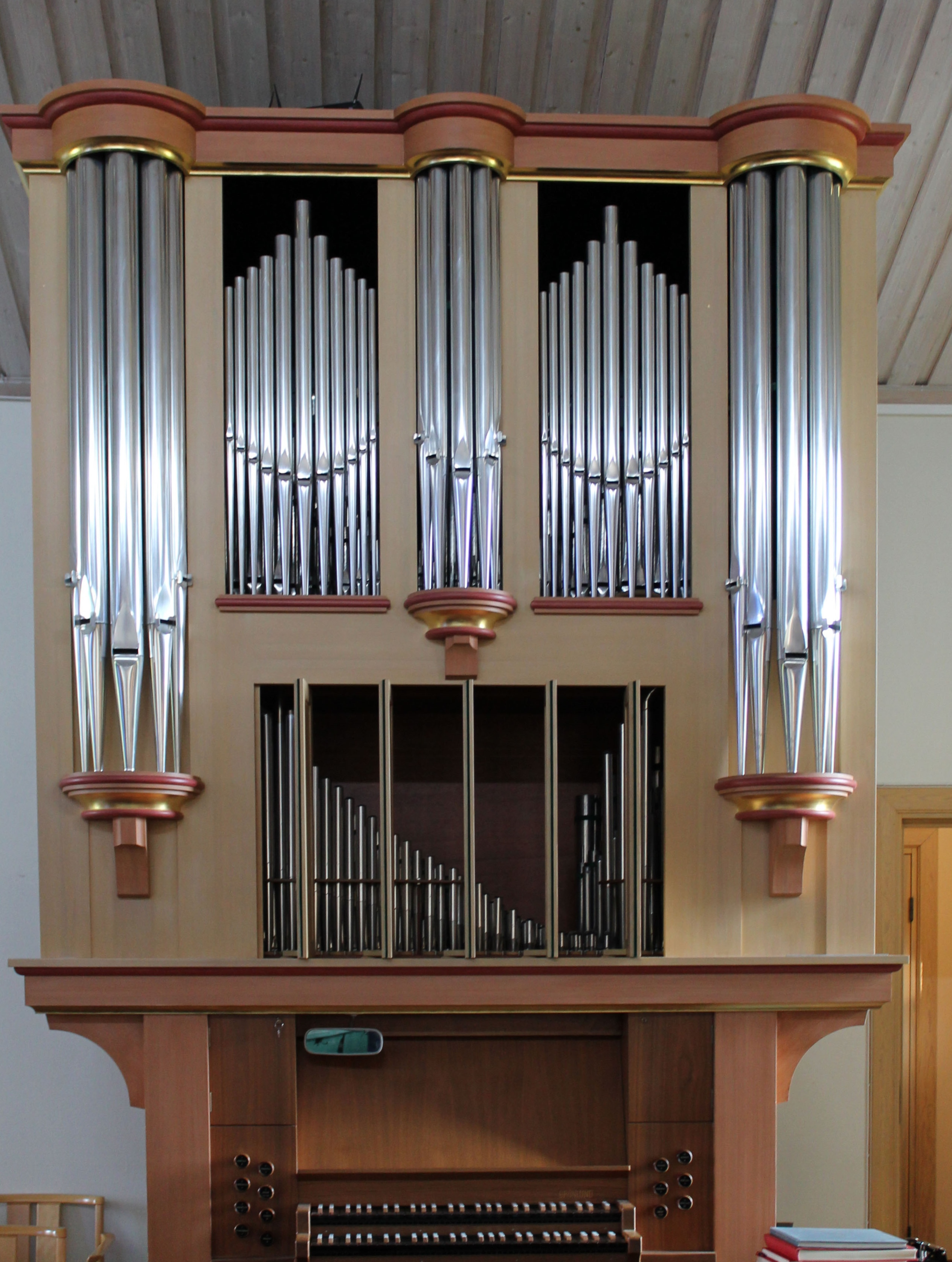
Orgeln
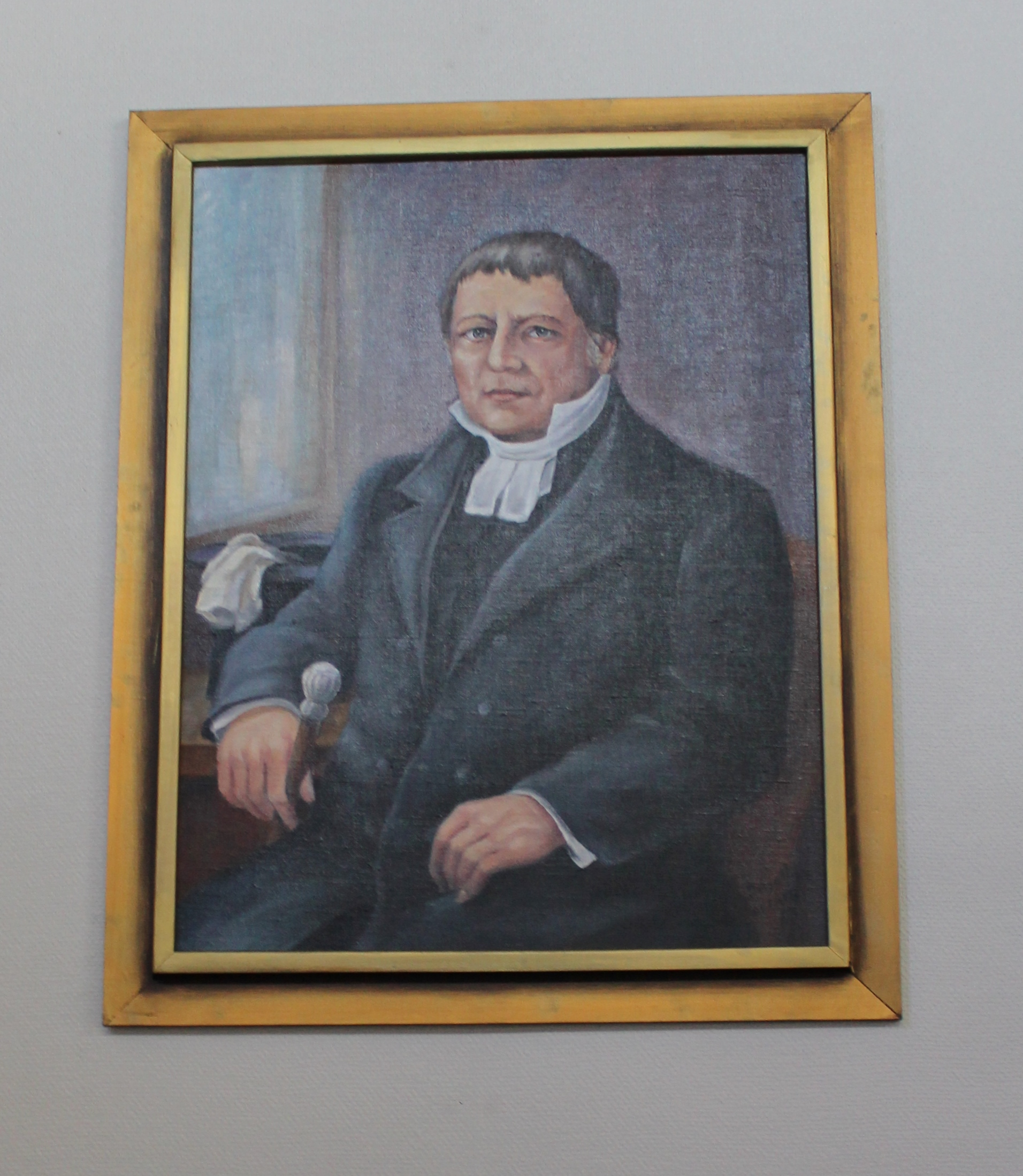
Peter Lorenz Sellergren, oljemålning i koret